# Lycodes
Lycodes – rodzaj ryb z rodziny węgorzycowatych (Zoarcidae). W literaturze określane nazwą głowik lub głębik.

## Klasyfikacja
Gatunki zaliczane do tego rodzaju:
| - Lycodes adolfi - Lycodes akuugun - Lycodes albolineatus - Lycodes albonotatus - Lycodes bathybius - Lycodes brashnikovi - Lycodes brevipes – głowik żuchewka, likod żuchewka - Lycodes brunneofasciatus - Lycodes caudimaculatus - Lycodes colletti - Lycodes concolor - Lycodes cortezianus – aprodon - Lycodes diapterus - Lycodes esmarkii – głowik, głowik głębinowy, głowik Esmarka - Lycodes eudipleurostictus - Lycodes fasciatus - Lycodes frigidus - Lycodes fulvus - Lycodes gracilis - Lycodes heinemanni - Lycodes hubbsi - Lycodes japonicus - Lycodes jenseni - Lycodes jugoricus - Lycodes knipowitschi - Lycodes lavalaei - Lycodes luetkenii - Lycodes macrochir - Lycodes macrolepis - Lycodes marisalbi - Lycodes matsubarai - Lycodes mcallisteri - Lycodes microlepidotus - Lycodes microporus | - Lycodes mucosus - Lycodes nakamurae - Lycodes nishimurai - Lycodes obscurus - Lycodes ocellatus - Lycodes paamiuti - Lycodes pacificus – likodyn pacyficzny - Lycodes palearis – lykodyn północny - Lycodes pallidus – lodowik, likod lodowy, głowik lodowy - Lycodes paucilepidotus - Lycodes pectoralis - Lycodes polaris - Lycodes raridens - Lycodes reticulatus – głowik falisty, głębik falisty, siecik - Lycodes rossi - Lycodes sadoensis - Lycodes sagittarius - Lycodes schmidti - Lycodes semenovi - Lycodes seminudus – golik - Lycodes sigmatoides - Lycodes soldatovi - Lycodes squamiventer - Lycodes tanakae - Lycodes teraoi - Lycodes terraenovae - Lycodes toyamensis - Lycodes turneri - Lycodes uschakovi - Lycodes vahlii – likowal, likod Vahla, głowik Vahla, głąbik Vahla - Lycodes ygreknotatus |

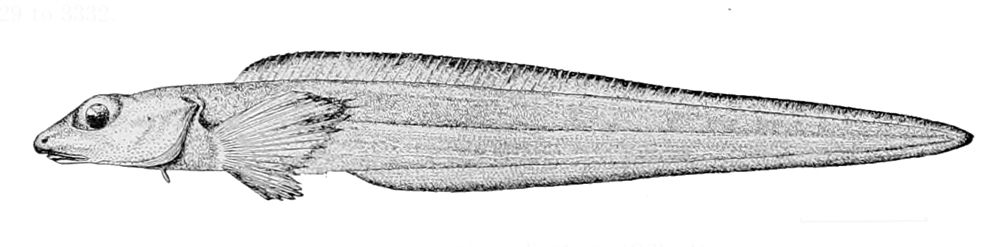
Lycodes diapterus
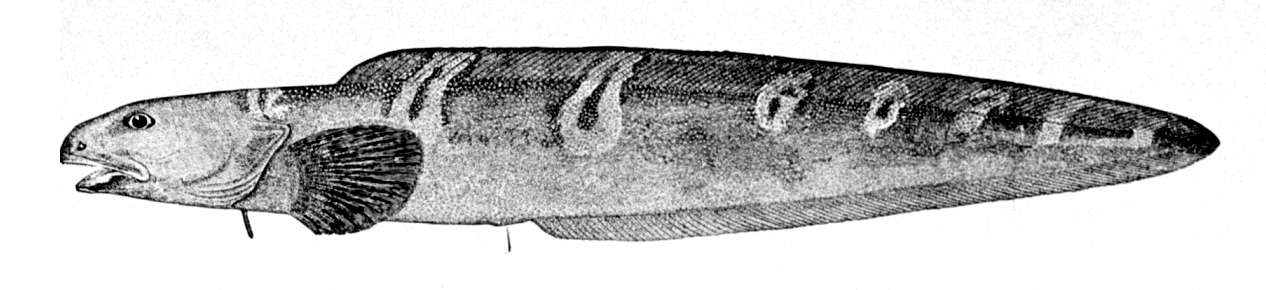
Lycodes esmarkii
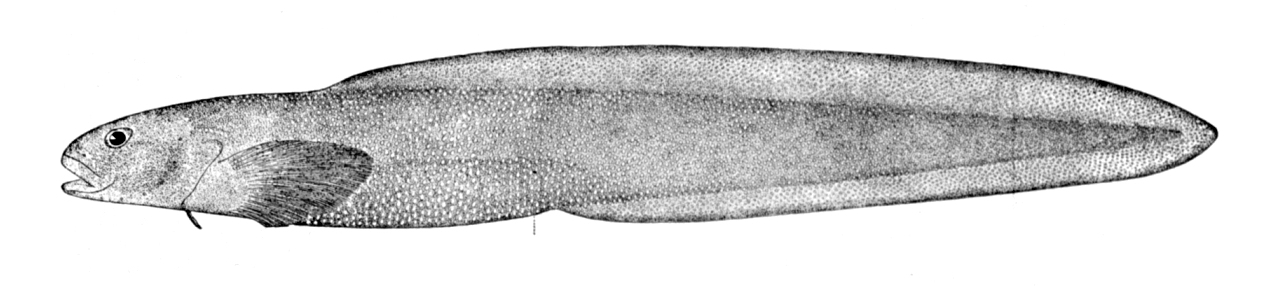
Lycodes frigidus
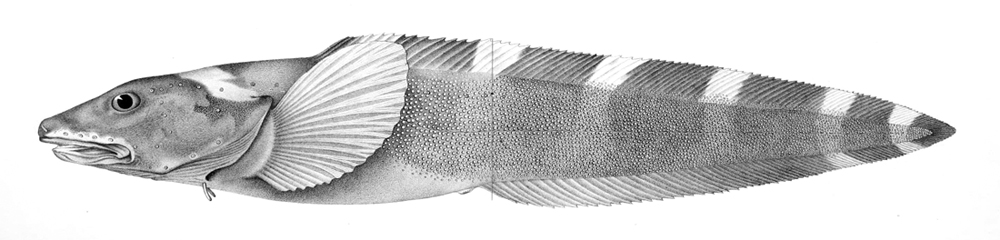
Lycodes luetkenii
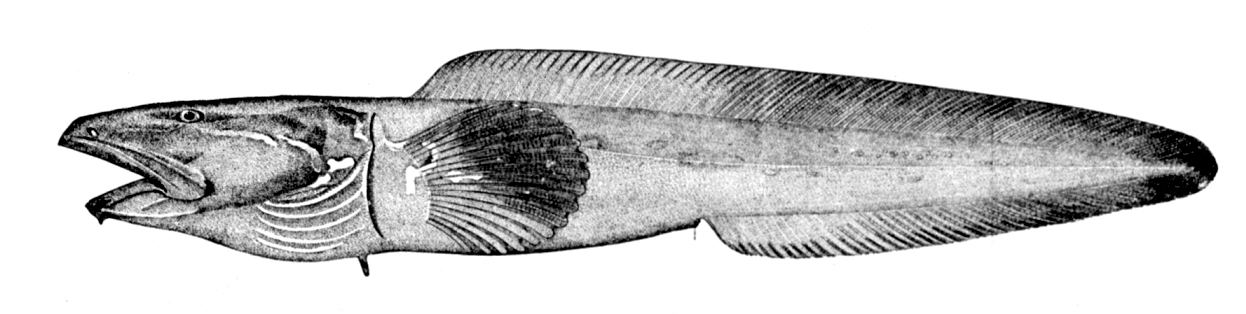
Lycodes mucosus
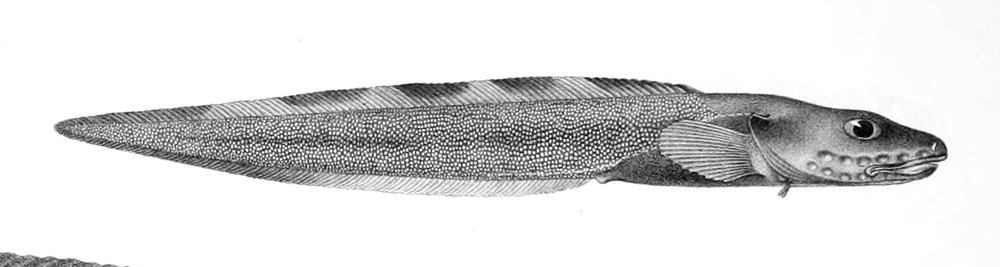
Lycodes pallidus
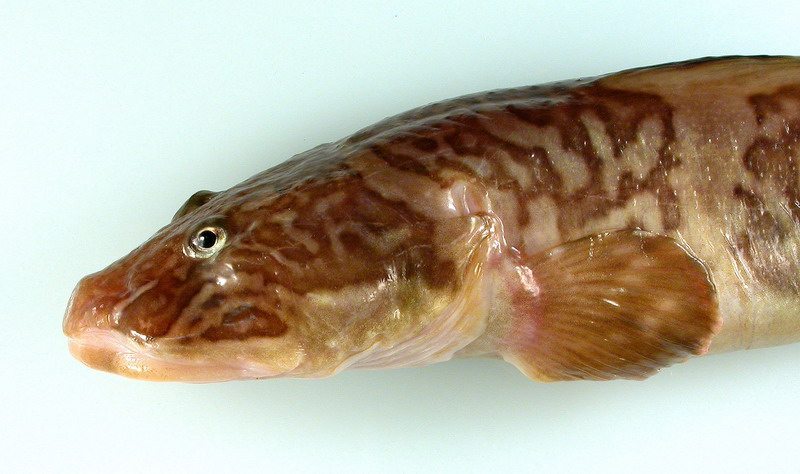
Lycodes raridens
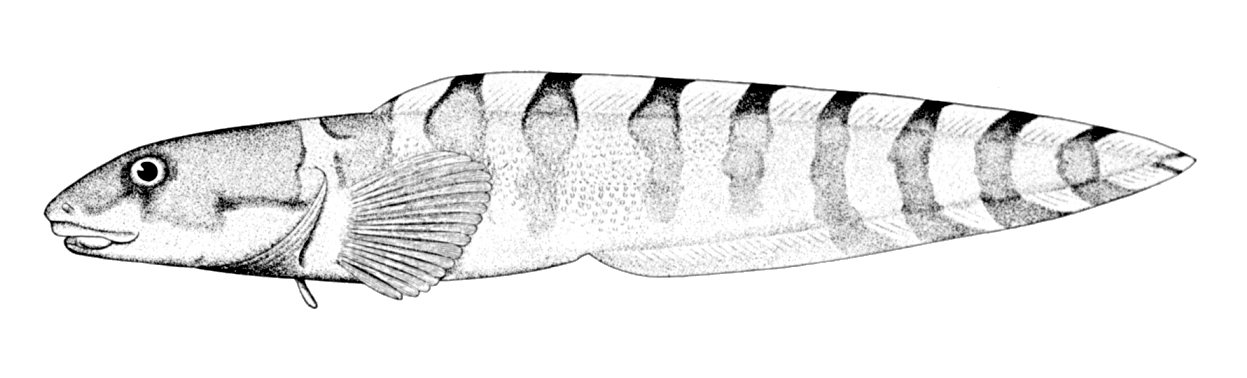
Lycodes reticulatus
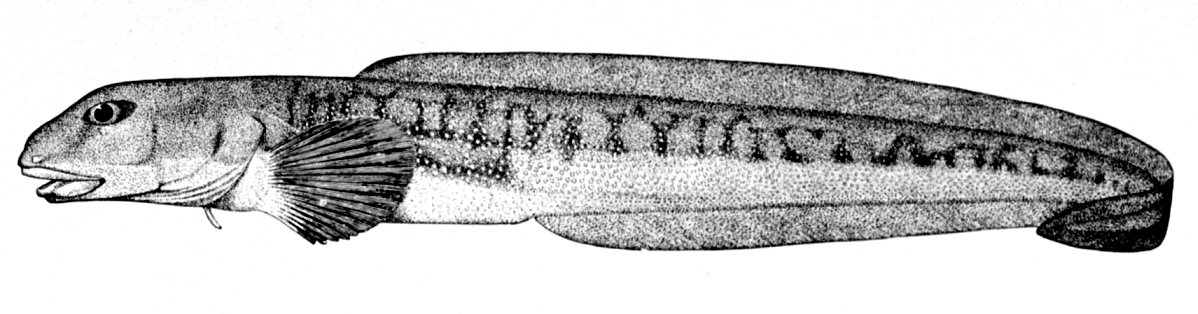
Lycodes vahlii